# Wereldkampioenschap superbike van Phillip Island 2020
Het wereldkampioenschap superbike van Phillip Island 2020 was de eerste ronde van het wereldkampioenschap superbike en het wereldkampioenschap Supersport 2020. De races werden verreden op 29 februari en 1 maart 2020 op het Phillip Island Grand Prix Circuit op Phillip Island, Australië.

## Superbike

### Race 1
| Pos | Nr | Rijder                | Constructeur | Rondes | Tijd        | Grid | Punten |
| --- | -- | --------------------- | ------------ | ------ | ----------- | ---- | ------ |
| 1   | 54 | Toprak Razgatlıoğlu   | Yamaha       | 22     | 33:48.344   | 4    | 25     |
| 2   | 22 | Alex Lowes            | Kawasaki     | 22     | +0.007      | 8    | 20     |
| 3   | 45 | Scott Redding         | Ducati       | 22     | +0.041      | 2    | 16     |
| 4   | 60 | Michael van der Mark  | Yamaha       | 22     | +0.137      | 6    | 13     |
| 5   | 91 | Leon Haslam           | Honda        | 22     | +3.910      | 5    | 11     |
| 6   | 19 | Álvaro Bautista       | Honda        | 22     | +4.426      | 15   | 10     |
| 7   | 76 | Loris Baz             | Yamaha       | 22     | +4.493      | 7    | 9      |
| 8   | 7  | Chaz Davies           | Ducati       | 22     | +11.849     | 16   | 8      |
| 9   | 66 | Tom Sykes             | BMW          | 22     | +11.910     | 1    | 7      |
| 10  | 21 | Michael Ruben Rinaldi | Ducati       | 22     | +11.922     | 14   | 6      |
| 11  | 50 | Eugene Laverty        | BMW          | 22     | +11.949     | 13   | 5      |
| 12  | 64 | Federico Caricasulo   | Yamaha       | 22     | +20.720     | 12   | 4      |
| 13  | 11 | Sandro Cortese        | Kawasaki     | 22     | +20.778     | 9    | 3      |
| 14  | 31 | Garrett Gerloff       | Yamaha       | 22     | +26.039     | 17   | 2      |
| 15  | 77 | Maximilian Scheib     | Kawasaki     | 22     | +34.385     | 11   | 1      |
| DNF | 13 | Takumi Takahashi      | Honda        | 14     | Uitgevallen | 18   |        |
| DNF | 12 | Javier Forés          | Kawasaki     | 10     | Ongeluk     | 10   |        |
| DNF | 1  | Jonathan Rea          | Kawasaki     | 5      | Ongeluk     | 3    |        |
| DNS | 2  | Leon Camier           | Ducati       | 0      | Blessure    |      |        |

### Superpole
| Pos | Nr | Rijder                | Constructeur | Rondes | Tijd         | Grid | Punten |
| --- | -- | --------------------- | ------------ | ------ | ------------ | ---- | ------ |
| 1   | 1  | Jonathan Rea          | Kawasaki     | 10     | 15:18.421    | 3    | 12     |
| 2   | 54 | Toprak Razgatlıoğlu   | Yamaha       | 10     | +0.067       | 4    | 9      |
| 3   | 45 | Scott Redding         | Ducati       | 10     | +0.072       | 2    | 7      |
| 4   | 22 | Alex Lowes            | Kawasaki     | 10     | +0.205       | 8    | 6      |
| 5   | 60 | Michael van der Mark  | Yamaha       | 10     | +1.088       | 6    | 5      |
| 6   | 66 | Tom Sykes             | BMW          | 10     | +1.631       | 1    | 4      |
| 7   | 76 | Loris Baz             | Yamaha       | 10     | +1.849       | 7    | 3      |
| 8   | 91 | Leon Haslam           | Honda        | 10     | +7.145       | 5    | 2      |
| 9   | 21 | Michael Ruben Rinaldi | Ducati       | 10     | +7.219       | 13   | 1      |
| 10  | 77 | Maximilian Scheib     | Kawasaki     | 10     | +7.433       | 10   |        |
| 11  | 11 | Sandro Cortese        | Kawasaki     | 10     | +9.678       | 12   |        |
| 12  | 12 | Javier Forés          | Kawasaki     | 10     | +10.744      | 9    |        |
| 13  | 7  | Chaz Davies           | Ducati       | 10     | +11.124      | 15   |        |
| 14  | 64 | Federico Caricasulo   | Yamaha       | 10     | +31.961      | 11   |        |
| 15  | 13 | Takumi Takahashi      | Honda        | 10     | +36.341      | 16   |        |
| 16  | 19 | Álvaro Bautista       | Honda        | 7      | +3 ronden    | 14   |        |
| DNS | 2  | Leon Camier           | Ducati       | 0      | Blessure     |      |        |
| DNS | 31 | Garrett Gerloff       | Yamaha       | 0      | Niet gestart |      |        |
| DNS | 50 | Eugene Laverty        | BMW          | 0      | Niet gestart |      |        |

### Race 2
| Pos | Nr | Rijder                | Constructeur | Rondes | Tijd         | Grid | Punten |
| --- | -- | --------------------- | ------------ | ------ | ------------ | ---- | ------ |
| 1   | 22 | Alex Lowes            | Kawasaki     | 22     | 34:04.327    | 4    | 25     |
| 2   | 1  | Jonathan Rea          | Kawasaki     | 22     | +0.037       | 1    | 20     |
| 3   | 45 | Scott Redding         | Ducati       | 22     | +0.849       | 3    | 16     |
| 4   | 60 | Michael van der Mark  | Yamaha       | 22     | +1.784       | 5    | 13     |
| 5   | 7  | Chaz Davies           | Ducati       | 22     | +4.278       | 15   | 11     |
| 6   | 19 | Álvaro Bautista       | Honda        | 22     | +4.322       | 14   | 10     |
| 7   | 77 | Maximilian Scheib     | Kawasaki     | 22     | +4.829       | 12   | 9      |
| 8   | 76 | Loris Baz             | Yamaha       | 22     | +6.172       | 7    | 8      |
| 9   | 11 | Sandro Cortese        | Kawasaki     | 22     | +11.057      | 10   | 7      |
| 10  | 66 | Tom Sykes             | BMW          | 22     | +17.204      | 6    | 6      |
| 11  | 12 | Javier Forés          | Kawasaki     | 22     | +33.338      | 11   | 5      |
| 12  | 91 | Leon Haslam           | Honda        | 22     | +33.779      | 8    | 4      |
| NC  | 21 | Michael Ruben Rinaldi | Ducati       | 14     | +8 ronden    | 9    |        |
| DNF | 54 | Toprak Razgatlıoğlu   | Yamaha       | 19     | Uitgevallen  | 2    |        |
| DNF | 64 | Federico Caricasulo   | Yamaha       | 10     | Ongeluk      | 13   |        |
| DNF | 13 | Takumi Takahashi      | Honda        | 5      | Uitgevallen  | 16   |        |
| DNS | 2  | Leon Camier           | Ducati       | 0      | Blessure     |      |        |
| DNS | 31 | Garrett Gerloff       | Yamaha       | 0      | Niet gestart |      |        |
| DNS | 50 | Eugene Laverty        | BMW          | 0      | Niet gestart |      |        |

## Supersport
Alle MV Agusta-coureurs werden gediskwalificeerd omdat hun team de zegels van hun motoren had verwijderd zonder hier toestemming voor te vragen.
| Pos | Nr | Rijder                | Constructeur | Rondes | Tijd              | Grid | Punten |
| --- | -- | --------------------- | ------------ | ------ | ----------------- | ---- | ------ |
| 1   | 55 | Andrea Locatelli      | Yamaha       | 16     | 26:21.914         | 1    | 25     |
| 2   | 16 | Jules Cluzel          | Yamaha       | 16     | +6.780            | 4    | 20     |
| 3   | 94 | Corentin Perolari     | Yamaha       | 16     | +11.372           | 8    | 16     |
| 4   | 44 | Lucas Mahias          | Kawasaki     | 16     | +11.423           | 3    | 13     |
| 5   | 38 | Hannes Soomer         | Yamaha       | 16     | +15.520           | 11   | 11     |
| 6   | 4  | Steven Odendaal       | Yamaha       | 16     | +18.697           | 7    | 10     |
| 7   | 81 | Manuel González       | Yamaha       | 16     | +20.826           | 12   | 9      |
| 8   | 32 | Isaac Viñales         | Yamaha       | 16     | +23.381           | 14   | 8      |
| 9   | 61 | Can Öncü              | Kawasaki     | 16     | +25.217           | 10   | 7      |
| 10  | 99 | Danny Webb            | Yamaha       | 16     | +31.700           | 13   | 6      |
| 11  | 52 | Patrick Hobelsberger  | Honda        | 16     | +38.205           | 19   | 5      |
| 12  | 56 | Péter Sebestyén       | Yamaha       | 16     | +41.523           | 16   | 4      |
| 13  | 25 | Andy Verdoïa          | Yamaha       | 16     | +46.929           | 18   | 3      |
| 14  | 74 | Jaimie van Sikkelerus | Yamaha       | 16     | +1:02.683         | 20   | 2      |
| 15  | 84 | Loris Cresson         | Yamaha       | 16     | +1:14.262         | 21   | 1      |
| 16  | 9  | Galang Hendra Pratama | Yamaha       | 16     | +1:32.084         | 22   |        |
| DNF | 71 | Christoffer Bergman   | Yamaha       | 7      | Ongeluk           | 17   |        |
| DNF | 5  | Philipp Öttl          | Kawasaki     | 6      | Schade ongeluk    | 6    |        |
| DNF | 78 | Hikari Okubo          | Honda        | 3      | Ongeluk           | 15   |        |
| DSQ | 3  | Raffaele De Rosa      | MV Agusta    | 16     | Gediskwalificeerd | 5    |        |
| DSQ | 22 | Federico Fuligni      | MV Agusta    | 16     | Gediskwalificeerd | 9    |        |
| DSQ | 1  | Randy Krummenacher    | MV Agusta    | 0      | Gediskwalificeerd | 2    |        |
| DNS | 68 | Oliver Bayliss        | Yamaha       | 0      | Niet gestart      |      |        |

## Tussenstanden na wedstrijd

### Superbike
| Pos | Nr | Rijder               | Team     | Punten |
| --- | -- | -------------------- | -------- | ------ |
| 1   | 22 | Alex Lowes           | Kawasaki | 51     |
| 2   | 45 | Scott Redding        | Ducati   | 39     |
| 3   | 54 | Toprak Razgatlıoğlu  | Yamaha   | 34     |
| 4   | 1  | Jonathan Rea         | Kawasaki | 32     |
| 5   | 60 | Michael van der Mark | Yamaha   | 31     |

### Supersport
| Pos | Nr | Rijder            | Team     | Punten |
| --- | -- | ----------------- | -------- | ------ |
| 1   | 55 | Andrea Locatelli  | Yamaha   | 25     |
| 2   | 16 | Jules Cluzel      | Yamaha   | 20     |
| 3   | 94 | Corentin Perolari | Yamaha   | 16     |
| 4   | 44 | Lucas Mahias      | Kawasaki | 13     |
| 5   | 38 | Hannes Soomer     | Yamaha   | 11     |

1990 · 1991 · 1992 · 1994 · 1995 · 1996 · 1997 · 1998 · 1999 · 2000 · 2001 · 2002 · 2003 · 2004 · 2005 · 2006 · 2007 · 2008 · 2009 · 2010 · 2011 · 2012 · 2013 · 2014 · 2015 · 2016 · 2017 · 2018 · 2019 · 2020 · 2022 · 2023 · 2024 · 2025